# Леґолас

Леголас

Леґолас Зеленолистий (англ. Legolas Greenleaf) — один з головних персонажів трилогії Джона Роналда Руела Толкіна «Володар перснів», син Трандуїла, короля ельфів Лихолісу.

## Біографія
3018 року Третьої Епохи за людським літочисленням Леґолас прибув у Рівенділ на Раду Мудрих і приєднався до Братства Персня, де був єдиним представником ельфів.
Після смерті Бороміра Братство Кільця розпадається, і Леґолас приєднується до Араґорна і Ґімлі. Дружба з гномом тривала до кінця їхніх днів.
Гостре око Леґоласа і його майстерність у користуванні луком і стрілами неоціненно допомогли Братерству. Після смерті Боромира він, Араґорн та Ґімлі почали гонитву за орками, які схопили Мері й Піпіна. Але з'явився Ґандальф, який повів їх в Едорас, а звідти — у Горнбург, де відбулась велика битва у Гельмовім Яру.
Араґорн, який сповнював пророцтво, пішов Шляхом Мертвих до Каменя Ереха, щоб привести військо привидів до Пеларґіру й перейти у своє королівство Ґондор від морських берегів. Леґолас і Ґімлі були поруч з ним, коли почалась Битва на Пелленорских полях.
У Ґондорі Леґолас уперше побачив море, і з тієї пори бажання відплисти на Захід, у Валінор, що йому напророкувала Ґаладріель, не відпускало його. Після смерті Араґорна Леґолас (разом з Ґімлі) здійснив свою мрію.

## Вік Леґоласа
Невідомий, але, оскільки в Битві Останнього Союзу він не брав участі, йому не більше трьох тисяч років. Він має бути приблизно ровесником Арвен, а їй 2778 років. Творці фільму вирішили, що йому 2931 рік. Леґолас носить убрання лісових ельфів, в якому переважають зелена й коричнева барви.

## Походження
Толкін двічі підкреслює, що Леґолас за походженням синдар, як і його батько. Син Трандуїла народився, коли той уже перебував у Лихолісі, й тому отримав ім'я лісових ельфів.

## Ім'я
Legolas — ім'я на діалекті лісових ельфів. Лісові ельфи (нандор і сильван) — рідня синдар. На чистому синдарині його ім'я буде Laegolas (відповідно до правил синдаринської фонетики, тут наголос падає на третій від кінця склад). Ім'я «Леґолас» складається із двох частин: «leg» — "зелений" (діалектна форма, правильно «laeg») і «golas/ — olas» — "листя". Форма «olas» уживається, щоб уникнути повторення g. Отже, ім'я значить «зелене листя». У формі «golas/ — olas» частина «las» (синдарин) є деривативом «lasse» (квенья), а «laeg» — деривативом «laiqua». Таким чином, на квенья його ім'я буде «Laiqualasse». Як говорив сам Толкін, воно дуже личить лісовому ельфу.

## Зовнішність
Ніде не згадується, але оскільки в його батька «золоте волосся», ймовірно, що у Леґоласа таке ж.
Під час зйомок фільму відділ реквізиту прозвав виконавця ролі Леґоласа «Ельфом від Армані». «Орландо носить довгу світлу перуку й желатинові ельфійські вуха, а також чудово вишите ельфійське вбрання в стилі ар-нуво й чарівні шнуровані до колін черевики».

## Зброя
На відміну від інших ельфів, що були озброєні спеціальними ельфійськими бойовими мечами, Леґолас озброєний луком, стрілами й двома кинджалами, які він зберігає в спеціальних заплічних послушниках разом із сагайдаком.